# ケネス・ユージン・スミスの処刑
ケネス・ユージン・スミスの処刑（ケネス・ユージン・スミスのしょけい）は、アメリカ合衆国アラバマ州で2024年1月25日に行われた死刑の執行である。世界で初めて窒素ガスを用いて死刑が執行されたことで知られる。
ケネス・ユージン・スミス（1965年7月7日 - 2024年1月25日）は、殺人を依頼されて1988年3月18日にエリザベス・セネットを殺害し、第一級殺人で死刑判決を受けた死刑囚である。

## 殺人事件と捜査
牧師のチャールズ・セネット Sr.はビリー・グレイ・ウィリアムズに妻エリザベスの殺害を依頼し、ウィリアムズはケネス・スミスとジョン・フォレスト・パーカーに実行を依頼した。セネットは2人に成功報酬として各1000ドルはらう予定だった。1998年3月18日、エリザベス・セネットはアラバマ州コルバート郡の自宅で刺殺される。
調査をした保安官は、現場は住居侵入を装っているように見え、その後、クライム・ストッパーズ（匿名の市民から犯罪の情報を募り、それを当局に通報する団体）から容疑者の情報を得る。3月25日、捜査官はセネットに尋問に協力するよう頼んだが、事件に関わりたくないと拒否された。去ろうとするセネットにケネス・スミスを知ってるか尋ねたところ、彼は顔色を変えている。セネットは教会に戻ると、子供たちや家族を呼び、不倫していたことと妻を殺害したことを告白して駐車場に留めた車の中で自殺した。
捜査官はスミスの自宅の捜索令状を取ると、セネット家から持ち去られたビデオレコーダーを発見し、スミスとパーカーはエリザベスの殺害を自供した。

## 判決と上訴
スミスの第一審では、12人の陪審員の評決は10対2で死刑となっている。2017年までの量刑勧告では、死刑に対して賛成が10票以下の場合は終身刑の判決を出すようされていた。しかしながら、裁判官は勧告に従わず、量刑審判の前に死刑の判決を出した。その判決は上訴審で一旦は無効になった。しかし、第二審で陪審員が終身刑を勧告したが、裁判官はそれを翻して死刑判決を出した。
ウィリアムズは仮釈放なしの終身刑になる一方で、パーカーもスミスと同様に死刑判決が出ている。パーカーは2010年6月10日に薬殺刑が執行され、ウィリアムズは2020年11月に病死している。スミスは2度目の判決に対して上告したが、2022年に判決は確定した。

## 最初の執行命令と失敗
最初の死刑執行（薬殺）は2022年11月17日に設定された。
スミスは第11巡回区控訴裁判所に死刑執行の停止を申し立てていたにもかかわらず、11月17日午後7時45分にアラバマ州矯正局はスミスの弁護士に死刑執行の準備を始めるとメールし、午後7時57分にスミスが妻と最後の電話を終える。その2分後の7時59分、控訴裁判所は執行停止の命令を出し、スミスの弁護士は即座に矯正局に伝えた。
矯正局は停止命令の通知を受け取ったと返信したが、それをスミスに伝えることもなく、弁護士と会話させることもせず、そのまま死刑執行の手続きを続けた。午後10時ちょうどに死刑はは開始され、静脈注射が用意される。午後10時20分ごろ連邦最高裁は第11巡回区控訴裁判所の死刑執行停止の命令を取り消した。執行職員が静脈に注射しようと鎖骨のあたりを何度も針で刺したがうまく行かず、午後11時20分ごろにスミスの死刑執行は中止された。スミスは自分で歩くことも腕を上げることもできず、汗を流し過呼吸になっていた。この結果、アラバマ州は3連続で死刑執行に失敗したことになった。
この出来事を受けて、アラバマ州知事は死刑執行の手順を見直すことを命じ、アラバマ州最高裁判所に対し矯正局の執行職員が死刑執行の時間を延長できるよう法改正よう求め、最高裁判所は2023年1月12日に法の修正に同意した。

## 2回目の執行命令と処刑の成功
2回目の死刑執行命令は、2024年1月25日に窒素ガスを使って執行することが決められた。窒素ガスの処刑が決まったのは、スミスがアラバマ州で2人目で、その時点でまだ誰も執行されていなかった。2024年1月10日、連邦判事はアラバマ州の窒素ガスでの死刑執行に法的問題はないと判断を示した。1月24日、最高裁判所はスミスの上訴を棄却し、死刑執行の停止の要求を拒否し、被害者の息子2人を含む遺族は死刑の執行を支持した。一方で、人権団体と国連は窒素ガスの処刑方法が「残酷、非人道的、品性を貶める扱いで、拷問ですらある」と懸念を表明している。スミスの弁護団は、1度目の執行が失敗したのに、2度目の執行をするのは憲法違反に当たると主張した。
1月25日、執行回避を狙った上訴は、最高裁によって再び拒否された。死刑執行は同日午後6時と決められていたが、最高裁の判断を待って2時間遅れて執行されることになった。その結果をうけて、被害者の息子の一人は「スミスは母を殺した報いを受けねばならない。窒素ガスでの死刑方法ばかりが注目され、母が死んだ事実が見落とされていると感じる」と声明を出している。それに先立ち、アラバマ州知事はスミスの刑を一等減じ、死刑を終身刑にする恩赦を拒否した。
執行の8時間前、スミスは最後の食事にステーキ、ハッシュブラウンと卵を食べ、妻と息子たちと最後の面会をしした。スミスの精神的指導者はAP通信の取材に、スミスは窒素ガスでの死刑のリスクに恐れつつも落ち着いていて、目前の運命を受け入れていると答えている。その夜、死刑は執行され午後8時8分に動きが完全に停止し、スミスが死んだように思われた。8時15分に立会人の部屋とのカーテンが閉められると午後8時25分に死亡が宣告された 。
彼の最後の言葉は「今夜、アラバマは人間性を後退させる。私を支えてくれてありがとう。みなさんを愛しています」だった。スミスは窒素ガスで死刑になった世界で最初の人間になった。
窒素ガスは15分与え続けられ、公式な死亡の宣告は開始から25分後になっている。これは、刑の執行から11分過ぎた午後8時8分にスミスの動きが停止したことから考えて、窒素ガスの投与から10分から15分で人は死ぬことを示している。何人かの立会人の証言では、彼の意識はあったようで、体を担架に激しく打ち付けて、動きが止まる前には、口からよだれを垂らしながら少なくとも5回は大きく呼吸したという。これに対してアラバマ州矯正局長は、スミスの痙攣や震えが目撃されたという証言は、不随意運動によるもので、これらは窒素ガスによる処刑の研究で予期されていたものであると答えている。また、スミスが約4分呼吸を止めていたことが、体の反応を大きくしたと主張している。アラバマ州の代理人弁護士も矯正局長の主張を支持し、窒素ガスによる処刑は「効果的で人道的な処刑方法」であることを証明したと述べた。アラバマ州知事は記者会見で「正義は果たされた。セネットの家族がスミスの処刑執行で区切りをつけられることを望む」と話している。
死刑執行後の声明でセネットの息子の一人は、「母の死に対する正義は果たされました。スミスが自分の犯した罪の結末に直面するのは当然のことです。スミスの死で母が生き返るわけではありませんが、母が殺されてからの30年におよぶ辛い試練は、ようやく終わりを迎えました。家族は、もう長い間、スミスと他の事件に関係した犯人たちに赦しを与えています。」と述べている。
国連人権高等弁務官はアラバマ州が死刑に窒素ガスを用いたことを批難し、その方法自体が拷問や人としての品位を傷つける刑罰の可能性があると述べた。